# Universidade de Milão

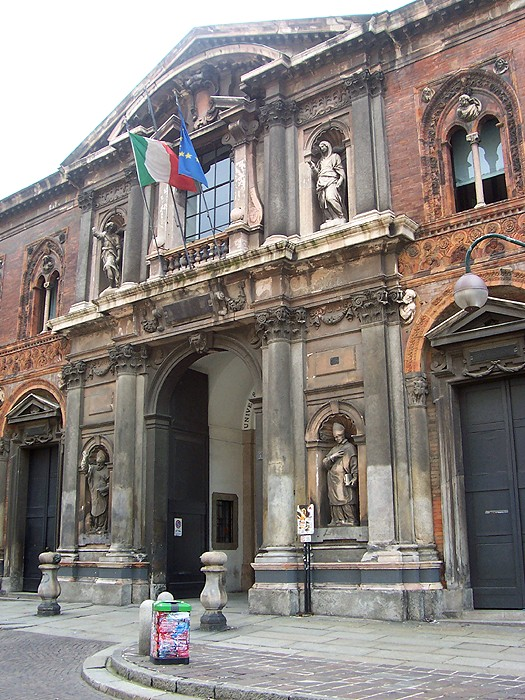
Entrada principal da reitoria da via Festa del Perdono.

A Universidade de Milão (UNIMI; em latim Universitas Studiorum Mediolanensis, em italiano Università degli Studi di Milano; conhecida também como la Statale) é uma instituição de ensino superior pública italiana que foi fundada em 1923 na cidade de Milão, capital da Lombardia, norte da Itália.
Atualmente a universidade conta com 62 801 estudantes inscritos em suas nove faculdades.